# Nupserha fasciata
Nupserha fasciata là một loài bọ cánh cứng trong họ Cerambycidae.